# Sámal Joensen-Mikines

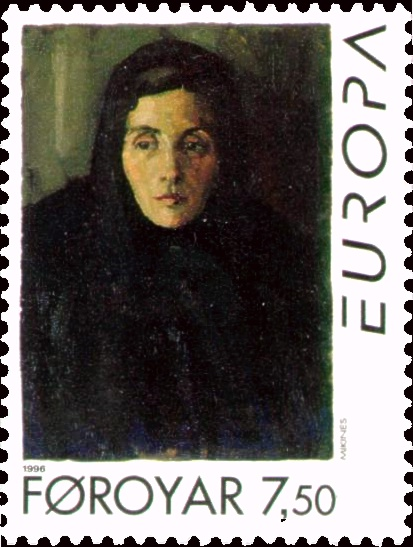
Mikineskona, en avbildning av en kvinna på Mykines.

Sámal Joensen-Mikines, född 23 februari 1906 i Mykines, död 21 september 1979 i Köpenhamn, var en färöisk konstnär och räknas till landets första professionella.
Han föddes som Samuel Elias Frederik Joensen vid den lilla byn på ön Mykines i västra Färöarna. Han tog öns namn (en rättskrivningsreform har senare ändrat namnet från Mikines till Mykines) som efternamn och förnamnet Sámal är den färöiska varianten på Samuel. Hela livet kallades han för Mikines.
Mikines träffade i sin ungdom den svenske konstnären William Gislander när denne 1924 besökte Mykines på Färöarna för att måla fågelkolonierna där. Den unge Mikines inspirerades och uppmuntrades till målandet av Gislander, och 1927 beviljades han ett stipendium från det färöiska Lagtinget för att utbilda sig i måleri på Kunstakademiet i Köpenhamn. Där studerade han mellan 1928 och 1932 för Ejnar Nielsen och Aksel Jørgensen. Framför allt Nielsen hade en stor påverkan på honom, och det finns vissa likheter mellan Nielsens och Mikines arbeten, framför allt i gestaltningen av sorgliga motiv och döden. Kunstakademiet beviljade honom ett resestipendium och 1937 gjorde han en studieresa som först förde honom till Oslo, där Edvard Munch fick stor inverkan på den symbolisk-expressionistiska stil som Mikine kom att utveckla. Vidare besökte han Nederländerna där han tog intryck av bland annat Rembrandts och Vermeers verk, och Paris där Delacroixs och El Grecos konst inspirerade honom. Intrycken från dessa internationella mästare kom han att ta med sig och använda när han i sitt måleri skildrarde livet och naturen på Färöarna, där färöiska traditioner, fiske och valjakt återkommer som motiv liksom sörjande familjer och änkor som förlorat sina män till havs. Han målade också porträtt av familj och vänner, och även religiösa motiv i färöisk kontext, bland annat altartavlan Jesus går på vandet (1967) till kyrkan i Kirkjubour.
Sin utställningsdebut gjorde han redan 1927 vid en samlingsutställning i Tórshavn, som blev en stor framgång för honom med påföljande måleristudier i Köpenhamn. Under åren i Köpenhamn deltog han flera gånger i vårutsällningen på Charlottenborg och senare deltog han återkommande i den danska konstnärssammanslutningen Decembristernes årliga utställning. Med Färöarnas konstförening deltog han med andra färöiska konstnärer i samlingsutställningar i Köpenhamn och Reykjavik. En retrospektiv utställning med hans konst visades 2008 i Reykjavik, där han i utställningskatalogen framhålls som banbrytande förebild för senare färöiska konstnärer och vid utställningen Modern Art of the Faroe Islands i Leopld Museum i Wien 2008 beskrevs Mikines som ”certainly the most well-known artist of the Faroe Islands”.
Efter sin utbildning i Köpenhamn återvände Mikines till Färöarna, sedan bodde han växelvis i Tórshavn, på Mykines och i Köpenhamn. Sin hemö besökte han gärna varje sommar och hämtade mycket av sin inspiration och sina motiv här, precis som överallt runtom Färöarna. Många av hans målningar har givits ut som frimärken av Färöarnas postverk. Han är Färöarnas första professionella konstnärer och kallas med rätt färöiska målarkonstens fader.